# James Booker

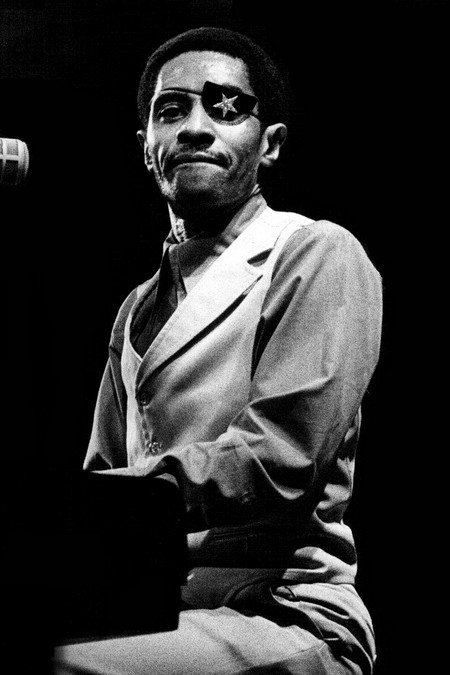
James Booker 1978

James Booker (* 17. Dezember 1939 in New Orleans; † 8. November 1983 ebenda), mit bürgerlichem Namen James Carroll Booker III, war ein US-amerikanischer Blues und Gospel-, Boogie Woogie und Jazz-Pianist, Organist und Sänger.

## Kindheit und Jugend
James Carroll Booker III wuchs als Sohn des Baptistenpredigers und Hobbypianisten James Carroll Booker II und der Gospelsängerin Ora Cheatham zunächst in New Orleans auf. Später zog die Familie nach Bay St. Louis Mississippi, kehrte aber nach dem Tod seines Vaters nach New Orleans zurück.
Im Alter von sechs Jahren erhielt Booker von seiner Mutter ein Saxophon geschenkt. Da er sich aber mehr für das Klavierspielen interessierte, erhielt er in der Folge Klavierunterricht. Später nannte er als wesentliche musikalische Einflüsse die Pianisten Tuts Washington und Professor Longhair aus New Orleans und außerdem den klassischen Showpianisten Liberace. Erste öffentliche Auftritte hatte der Organist in der Kirche seines Vaters. Ab 1953 besuchte Booker die Xavier Preparatory School in New Orleans. Er begann ein Musikstudium an der Southern University in Baton Rouge, Louisiana, welches er jedoch nach zwei Jahren erfolglos abbrach.
Schon während seiner Schulzeit vermittelte ihn seine Schwester, die Gospelsängerin Betty Jean Booker, zum lokalen Radiosender WMRY. So arbeitete er schon früh als professioneller Musiker und trat mit seiner Band Booker Boy and the Rhythmaires regelmäßig in einer Samstagnachmittagshow mit Blues- und Gospelprogramm auf. Diesem Ensemble gehörte zeitweilig auch sein Schulkollege Art Neville an.

## Karriere
Unter dem Namen Little Booker wurde er ab 1954 von Dave Bartholomew gefördert, später war Booker als Studiomusiker im J&M Recording Studio in New Orleans beschäftigt, wo er sich mit Dr. John anfreundete. Der von seinen Musikerkollegen sehr geschätzte Pianist wurde von diesen immer wieder als Studiomusiker engagiert. Er ist unter anderem auf Veröffentlichungen von Fats Domino, Wilson Pickett, Joe Tex, Roy Hamilton, B.B. King, Earl King, King Curtis, Aretha Franklin, Lloyd Price, Maria Muldaur, Ringo Starr, Jerry García, den Doobie Brothers, Huey Smith, Phil Upchurch und Lionel Hampton zu hören.
Parallel versuchte Booker ab Mitte der 60er Jahre, eine Solokarriere zu starten. Dem psychisch labilen und chronisch unzuverlässigen Musiker gelang zwar 1960 mit dem Orgelsolo Gonzo ein Überraschungserfolg (Platz 3 in den R&B-Billboard-Charts), Seine Homosexualität und sein exzessiver Drogenkonsum führten aber zu Karriereeinbrüchen und zunehmenden Konflikten mit dem Gesetz. 
Bookers solistisches Werk ist zu einem geringen Teil durch Liveaufnahmen dokumentiert. Ab Mitte der 1970er Jahre trat er wiederholt beim New Orleans Jazz & Heritage Festival auf, Konzerttourneen führten ihn mehrfach nach Europa (u. a. Auftritte beim Montreux Jazz Festival und Jazzfest Bern). In seinen Konzerten spielte der Pianist ein weitgestreutes Programm, das von Blues- und Jazzklassikern über Popsongs bis zu – fallweise – klassischer Musik (v. a. Chopin) reichte. Die musikalische Qualität dieser Auftritte war jedoch uneinheitlich und unvorhersehbar. Aufgrund zunehmender Depressionen und Wahnattacken war Booker immer wieder unfähig, überhaupt aufzutreten. Gleichzeitig gelangen ihm immer wieder brillante Konzerte.

## Drogenabhängigkeit und Tod
Im Alter von neun Jahren erlitt Booker schwere Verletzungen, als er von einem Krankenwagen angefahren wurde. Auf die darauf folgende Schmerztherapie mit Morphinen führte er selbst später seine lebenslangen Drogenprobleme zurück. Im Jahr 1970 wurde er wegen Drogenbesitzes zu einer zweijährigen Haftstrafe verurteilt, von der er ein Jahr im verrufenen Angola State Prison in Louisiana verbüßen musste, bis er wegen guter Führung vorzeitig entlassen wurde. Später zog er sich durch die Verwendung einer verschmutzten Injektionsnadel eine schwere Infektionserkrankung zu, die zum Verlust des linken Auges führte.
Im November 1983 verstarb James Booker an den Folgen seiner Heroinsucht im Warteraum des New Orleans Charity Hospital, das er regelmäßig aufsuchte.
Seine Lebensgeschichte wurde in dem preisgekrönten Film The Bayou Maharajah von der Filmemacherin Lily Keber aus New Orleans verfilmt und auf zahlreichen Filmfestspielen in Amerika und Europa gezeigt. In dem Film benennen Harry Connick jr, Dr. John und Allen Toussaint James Booker als große musikalische Inspirationsquelle.

## Aufnahmen
Aufgelistet sind nur Einspielungen mit Booker als Solokünstler oder mit eigener Band.
- Junco Partner, 1976: Island, 1993: Hannibal (re-issue)
- The Piano Prince Of New Orleans, 1976: Black Sun Music (re-issue)
- Blues & Ragtime From New Orleans, 1976: Aves
- New Orleans Piano Wizard: Live!, 1977: Gold, 1983: Rounder (re-issue)
- Classified, 1982: Demon, 1993: Rounder (re-issue)
- King of New Orleans Keyboard Vol. I & II, 1984–1985: JSP, 2005: JSP (re-issue)
- Mr. Mystery, 1984: Sundown
- Let’s Make A Better World!, 1991: Amiga
- Resurrection Of The Bayou Maharajah, 1993: Rounder
- Spiders On The Keys, 1993: Rounder
- The Lost Paramount Tapes, 1995: DJM
- More Than All The 45’s, 1996: Night Train International
- New Orleans Keyboard King, 1996: Orbis
- Live At Montreux, 1997: Montreux Sounds
- United Our Thing Will Stand, 2000: Night Train International
- A Taste Of Honey, 2000: Night Train International
- Manchester '77, 2007: Document
- Behind The Iron Curtain Plus, 2023: RWA (Richard Weize Archives)[6]